# Habit
《Habit》是日本乐队SEKAI NO OWARI推出的第16张音乐单曲，于2022年4月28日先行配信、6月22日公开发行，同时也是蜷川实花导演的电影《xxxHOLiC》真人版的主題歌。歌曲推出后大受欢迎，并以独特的舞蹈在网络上引发热潮，歌曲音乐录像带在五个月内突破一亿次点击，同时也为乐队带来多个奖项，包括第64届日本唱片大奖最高奖项“大赏”受赏曲。

## 概要
作为电影主题曲，《Habit》是应蜷川实花导演的“希望能融入对生活在现在的年轻人的温柔”的要求而创作的， 用神秘的曲调带出“不要自己给自己分类”的主题。《Habit》的音乐录像带由乐团成员Saori丈夫池田大执导，舞蹈组合“力量男孩”（「パワーパフボーイズ」）负责编舞，以学校为舞台，乐团成员Fukase饰演国语教师，Nakajin饰演体育教师，Saori饰演保健室老师，DJ LOVE饰演学校勤务员，与20名扮演学生的舞者一起制作了SEKAI NO OWARI史上最高难度的舞蹈视频。歌曲推出后以“中毒性的旋律和舞蹈动作”收获了巨大人气，SEKAI NO OWARI凭此曲继2015年的《SOS》后时隔7年再度夺得Billboard Japan Hot 100周冠军单曲。歌曲音乐录像带在154日内在Youtube达成一亿次点击，也是乐团自《RPG》后第二首观看次数过亿的歌曲音乐录像带。
另外，“Habit”的单曲CD中，作为B面曲收录了新歌《Eve》，以及《阳炎》的“Fukase演唱版本”。
2022年12月31日，SEKAI NO OWARI在「第73回NHK紅白歌合戰」表演了此曲，NiziU、乃木坂46、乡裕美、SixTONES、JO1等艺人加入了伴舞行列。

## 奖项
- 第64届日本唱片大奖 - 大赏、优秀作品赏
- MTV日本音乐录影带大奖2022 - 年度最佳音乐录影带奖（Video of the Year）[5]、最佳舞曲音乐录影带奖（Best Dance Video）

## 相关链接
- YouTube上的《Habit》的音乐录像带